# Sicogon
Sicogon è un'isola delle Filippine nella provincia di Iloilo, a sud delle isole Gigantes e a sud-est dell'isola di Calagnaan, al largo dell'isola di Panay. Dal punto di vista amministrativo appartiene alla municipalità di Carles. Sull'isola vi sono tre barangay, Alipata, Buaya e San Fernando. Nel 2010 la popolazione complessiva dei tre barangay era di 5 238 abitanti.
L'isola ha una superficie di 11,60 km² ed è ricoperta da una fitta foresta. Il punto più alto è il monte Opao, dal quale si domina l'intera isola; qui si trova la più importante fonte di acqua potabile dell'isola. Le coste sono caratterizzate da lunghe spiagge sabbiose, costeggiate da numerose barriere coralline. L'isola è raggiungibile dal porto peschereccio di Bancal e dalla municipalità di Estancia, dopo un viaggio in motoscafo della durata di 30-45 minuti.